# Austrocochlea porcata
Austrocochlea porcata là một loài ốc biển có kích thước trung bình trong họ Trochidae.

## Hình ảnh

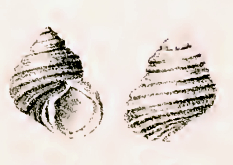